# Soltam M-65
El Soltam M-65 es una pieza de artillería del tipo mortero, del calibre 120 mm, que fue originalmente desarrollada por la firma Tampella en 1953, como una modificación hecha para la placa base del mortero 120 Krh/40 inventado por Hans Otto Donner. En los 60 Soltam Systems de Israel compró la licencia para su producción. Este mortero puede ser visto en dos versiones, una de tipo estándar y otra de largo alcance.

## Diseño
Este mortero es muy ligero en peso, pudiendo ser transportado en eslinga y dispuesto mediante un paracaídas o por medio de un TBP, como en el TBP M113. Se puede dsiponer de éste incluso como una pieza de artillería estacionaria o incluso ser operada por un hombre de ser necesario. Las ruedas de su cureña son las mismas que se montan en el Jeep M151, y cuentoa con arillos de tiro que le brindan una ayuda a sus operadores en su acarreo. Todos los componentes están hechos de acero cromado o de acero inoxidable brillado para que soporte el desgaste y la corrosión.

## Variantes
El mortero M-65 es la variante estándar y la versión inicial de dicho mortero, mientras que la variante A-7 es la versión de largo alcance.

### Variante de largo alcance
El mortero de largo alcance de calibre 120 mm A7 es un desarrollo posterior del mortero Soltam M-65, su intención era la de ser desplegado de forma rápida por las unidades con poco personal para su operación que en modelos previos, y para disparar a distancias de más de 8500 metros (9296 yd) usando la munición del modelo M59 y hasta 9500 metros (10 389 yd) con el proyectil M100. Sólo con una asignación de 4 hombres para su operación el mortero es único en su diseño para cargue, por lo cual puede ser desmontado para ser usado sin soporte de base, pero no le imposibilita su uso en activo (ya que, cuando es disparado, el mortero no usa sus ruedas para su soporte). Su cureña es ultraligera, de dos ruedas que cuentan con suspensión de barras de torsión. Esto le permite al mortero el ser dispuesto tras cualquier vehículo al que se encuentre enganchado mediante un gancho de arrastre para el peso y tamaño correcto, así como puede ser tirado por soldados para su desplazamiento o el ser hasta lanzado desde aeronaves mediante paracaídas.
Para algunas misiones el afuste de acarreo no se usa en el mortero que se pone en acción sin éste para dicho fin. El mortero A 7 puede dispararse y acarrearse para y retirarle de acción por 4 hombres bien entrenados en menos de 1 minuto. En adición para apoyar al mortero en su operación, el afuste de arratre siempre lleva consigo las herramientas de mantenimiento y los accesorios necesarios para su operación y mantenimiento, en ellos se incluye un extractor que facilita la remoción segura de un proyectil en caso de falla o de activación inconclusa.

### Versiones montadas en vehículos
- M3 Mk. D - Un M3 Half-track modificado para portar un mortero del calibre 120 mm (usado exclusivamente por las FDI hasta ser reemplazado por el M1064),
- M1064 mortar carrier - Un Transporte de personal M113 modificado para acarrear un mortero de calibre 120 mm,
- M1129 Mortar Carrier - Un Stryker modificado para portar un mortero del calibre 120 mm.

## Usuarios
- Israel

Fuerzas de Defensa de Israel
- Colombia

Ejército Nacional de Colombia
- Chile

Ejército de Chile
- Honduras

Ejército de Honduras
- Irán

Ejército de la República Islámica de Irán (los planos del diseño del Soltam M-65 y el Soltam M-71 se cree que fueron robados y luego contrabandeados por espías iraníes hasta Irán),
- Singapur

Ejército de Singapur,
- Sudáfrica

Ejército de Sudáfrica (El International Institute for Strategic Studies (IISS) en su balance militar del año 2008 lista que en sus haberes Sudáfrica posee hasta 36 morteros M-65 120mm en servicio.),
- Estados Unidos

Ejército de los Estados Unidos (Designación local M65)